# Postumus
Postumus; Marek Kassjanius Latyniusz (Marcus Cassianius Latinius Postumus, zm. 269) – uzurpator rzymski z czasów cesarza Galiena, rządzący jako tzw. cesarz galijski w latach 260-269. 
Jego władza ograniczała się do tak zwanego cesarstwa galijskiego obejmującego rzymskie terytoria w Galii, Germanii, Brytanii i Hiszpanii. Tytułował się Odnowicielem Galii (Restitutor Galliarum).
Około roku 260 Postumus, pełniący wcześniej funkcję namiestnika prowincji Germania, wystąpił przeciwko małoletniemu synowi cesarza Galiena, Saloninowi oraz jego opiekunowi Sylwanowi. Zarówno Salonina jak i Sylwana kazał zamordować. Wkrótce też opanował całą Galię. Jego zwierzchność uznały również Hiszpania i Brytania. Na opanowanym przez siebie terytorium Postumus utworzył niezależne od Rzymu cesarstwo (Imperium Galliarum), z własnym senatem i konsulami oraz z własną monetą wartościowszą od oficjalnej. W 261 odparł atak Franków i Alamanów, którzy przekroczyli Ren. 
Prawdopodobnie w 265 roku cesarz Galien rozpoczął zbrojne działania przeciwko uzurpatorowi, jednak jego wojska zostały po początkowych sukcesach zmuszone do odwrotu. Postumus toczył później dalsze walki z Germanami i piratami frankońskimi atakującymi wybrzeża atlantyckie. Skutecznie stłumił też bunt Leliana w Germanii Górnej (269 r.). Kiedy wydawało się, że nic już nie zagrozi jego pozycji, nieoczekiwanie zginął z rąk własnych żołnierzy, którzy zbuntowali się po tym, gdy wódz zabronił im łupienia zdobytej Moguncji (Mogontiacum). Jego państwo pod rządami kolejnych uzurpatorów ostatecznie upadło kilka lat po jego śmierci.